# Placa de orifício

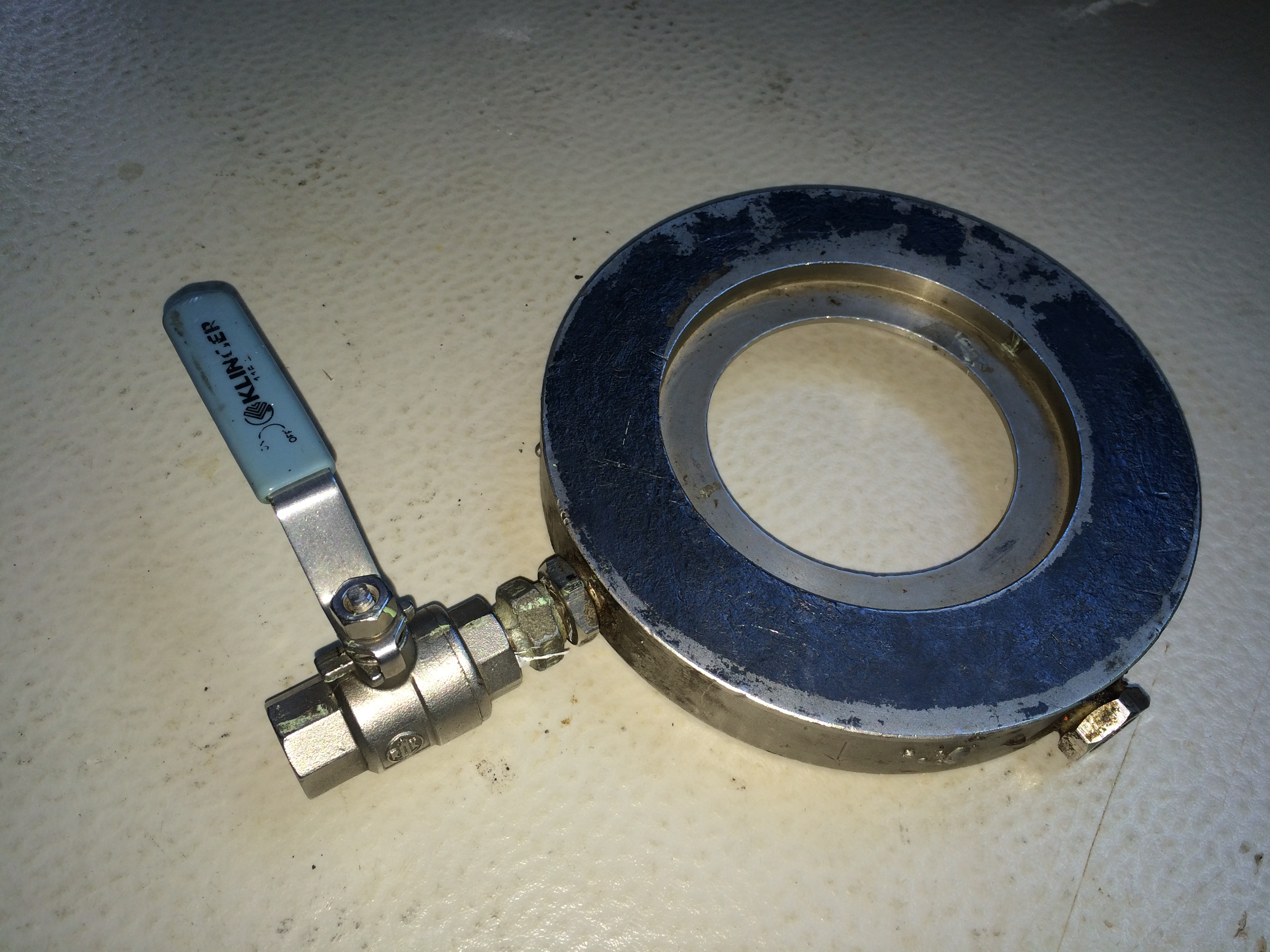
Placa de orifício

Uma placa de orifício é um dispositivo, modelo de medidores de restrição, usado para medir a vazão, reduzir a pressão ou restringir a vazão (nos dois últimos casos, costuma ser chamado de placa de restrição). De acordo com a norma ABNT NBR ISO 5167-1 (2008) uma placa de orifício é uma placa fina com uma abertura circular usinada em sua superfície permitindo a passagem de fluido no orifício. Ou seja, a placa de orifício é um disco com furo concêntrico, excêntrico ou segmentado que é colocado perpendicularmente à tubulação, sendo o furo com diâmetro menor que o da tubulação. O diâmetro externo é igual ao espaço interno entre os parafusos dos flanges para facilitar a montagem.

## Tipos de Placa de Orifício
- Placa de Orifício Concêntrico

Esta placa também é chamada de clássica, possui um orifício centralizado sendo utilizada principalmente para líquidos e gases sem sólidos em suspensão.
- Placas de Orifício Excêntricas

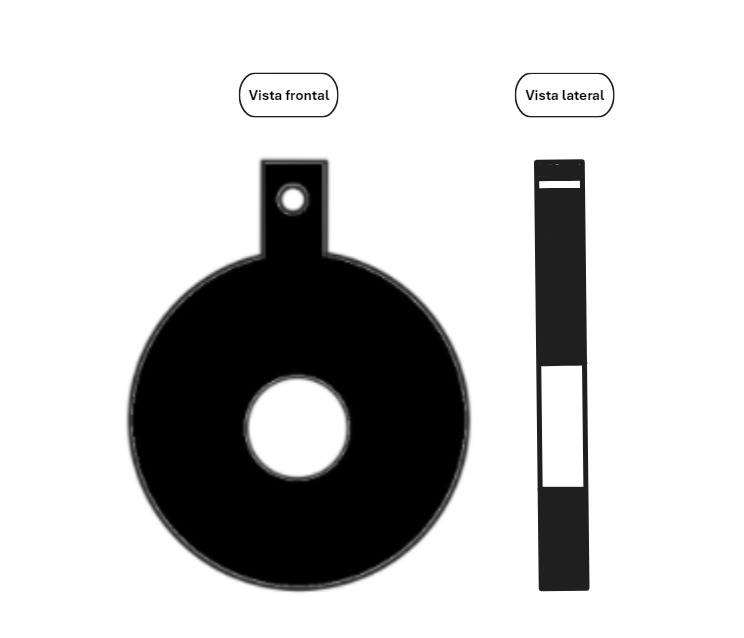
Placa Concêntrica

Esse tipo de placa é utilizado frequentemente em tubulações de diâmetros pequenos, utilizada principalmente quando o fluido é carregado de impurezas que podem ficar acumuladas na montante e parte inferior da placa. Além disso, é mais frequentemente colocada em casos da presença de condensados em medições de gases sujos. 
- Placa de Orifício Segmental

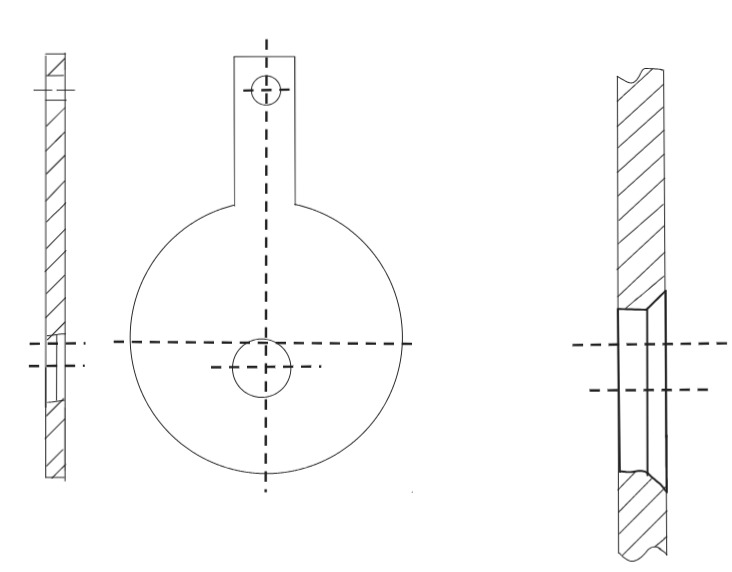
Placa Excêntrica

Este tipo de placa é considerada mais imprecisa, sendo aplicável para líquidos carregados de sólidos, além de meios bifásicos, sujos e com partículas. Dessa forma, é mais utilizada para fluidos laminares e com proporções mais elevadas de partículas se comparada a excêntrica. 

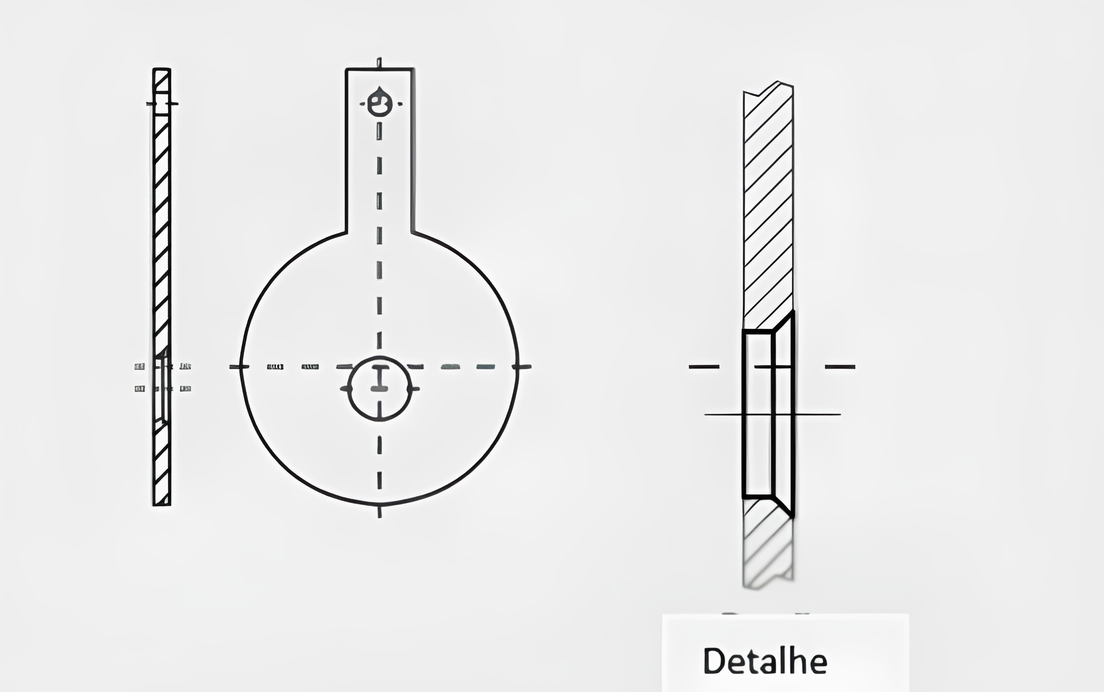
Placa segmental

## Princípios de Funcionamento
A placa de orifício é posicionada na flange entre duas tubulações, à medida que o fluido (líquido ou gás) flui pela abertura, sua pressão diminui até atingir seu mínimo em uma área chamada “vena contracta”. Neste ponto, o valor mínimo de pressão e a velocidade máxima são alcançados. A pressão então aumenta novamente, mas não atinge o valor anterior devido à turbulência e às perdas por atrito. A diferença de pressão criada pelo orifício é usada para calcular a vazão, as pressões são obtidas por manômetros, em que esse sinal passa por um transdutor transformando o valor em medida de vazão. 

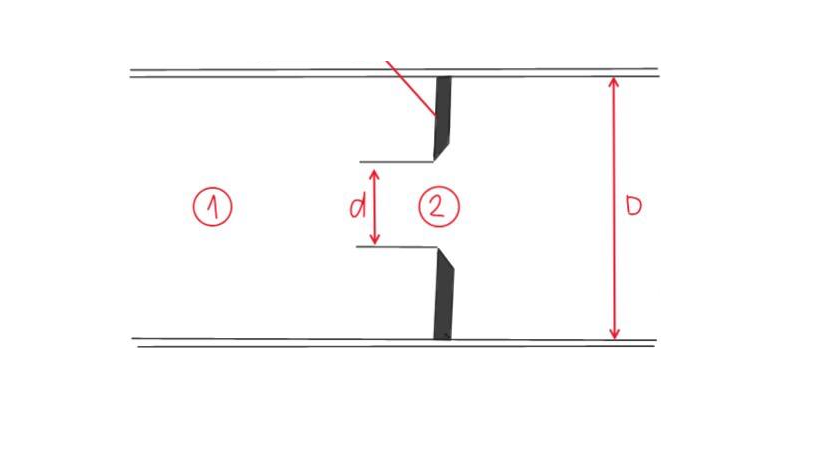
Direcionamento do Fluxo

## Aplicações
A placa de orifício é um dispositivo amplamente utilizado em indústrias como petróleo e gás, produtos químicos, água e águas residuais, usinas de energia, alimentos e bebidas, produtos farmacêuticos, papel e celulose, mineração e metalurgia e em processos industriais automotivos.

## Vantagens e desvantagens
A placa de orifício se caracteriza pela grande resistência, oferecendo durabilidade excepcional, tudo por uma relação custo-benefício favorável. A instalação é simples e prática, facilitando tanto o processo inicial, como a manutenção final, reduzindo a necessidade de pessoal qualificado e os custos associados. Além disso, a qualidade dos materiais utilizados na fabricação proporciona longa vida útil e minimiza a necessidade de manutenções frequentes, resultando em economia para o cliente.
Porém, ressalta-se que a utilização de placas de orifício, apesar de ser uma opção econômica, pode causar perdas de energia e turbulência no fluxo, o que pode afetar a precisão das medições, principalmente em baixas velocidades. Vale ressaltar também que a baixa precisão de medidas, faz com que esse tipo de medidor não seja considerado como seguro em casos de faturamento por vazão, por exemplo em indústrias que utilizam a compra de gás diretamente por dutos.

## Equacionamento
Iniciando com as considerações de regime permanente, fluido incompreensível e o tubo, de diâmetro “D”, no sentido horizontal somente. Sendo o orifício do medidor possuindo diâmetro “d”, faz-se o balanço de energia no volume de controle que possui o equipamento:

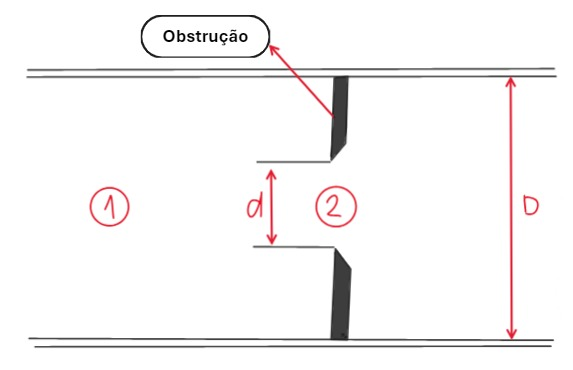
Desenho para equacionamento

{\displaystyle H{\scriptstyle {\text{1}}}=H{\scriptstyle {\text{2}}}=>{\frac {P{\scriptstyle {\text{1}}}}{\rho g}}+Z{\scriptstyle {\text{1}}}+{\frac {v{\scriptstyle {\text{1}}}^{2}}{2g}}+h{\scriptstyle {\text{b}}}-h{\scriptstyle {\text{p}}}={\frac {P{\scriptstyle {\text{2}}}}{\rho g}}+Z{\scriptstyle {\text{2}}}+{\frac {v{\scriptstyle {\text{2}}}^{2}}{2g}}}                                                                                       (1)         
Sendo a perda de carga desprezível (hp=0), o tubo totalmente na horizontal (Z1=Z2=0) e sem a presença de bombas (hb=0) no volume de controle, o balanço se exemplifica para:
{\displaystyle {\frac {P{\scriptstyle {\text{1}}}}{\rho g}}+{\frac {v{\scriptstyle {\text{1}}}^{2}}{2g}}={\frac {P{\scriptstyle {\text{2}}}}{\rho g}}+{\frac {v{\scriptstyle {\text{2}}}^{2}}{2g}}}                                                                                                                                                         (2)
Sendo as unidades utilizadas no S.I.
{\displaystyle P} = Pressão {\displaystyle [Pa]}
{\displaystyle \rho } = Massa Especifica {\displaystyle [{\frac {kg}{m^{3}}}]}
{\displaystyle v} = velocidade linear {\displaystyle [{\frac {m}{s}}]}
{\displaystyle g} = aceleração da gravidade {\displaystyle [{\frac {m}{s^{2}}}]}
Por conseguinte, fazendo-se o balanço de massa no mesmo volume de controle:
{\displaystyle Q{\scriptstyle {\text{1}}}=Q{\scriptstyle {\text{2}}}=>v{\scriptstyle {\text{1}}}A{\scriptstyle {\text{1}}}=v{\scriptstyle {\text{2}}}A{\scriptstyle {\text{2}}}=>v{\scriptstyle {\text{1}}}={\frac {A{\scriptstyle {\text{2}}}}{A{\scriptstyle {\text{1}}}}}v{\scriptstyle {\text{2}}}=>v{\scriptstyle {\text{1}}}=({\frac {d}{D}})^{2}v{\scriptstyle {\text{2}}}}                                                                                    (3)
Onde:
{\displaystyle A{\scriptstyle {\text{1}}}} = Área da seção transversal contendo o ponto 1 {\displaystyle [m^{2}]}
{\displaystyle A{\scriptstyle {\text{2}}}} = Área da seção transversal do orifício {\displaystyle [m^{2}]}
{\displaystyle D} = Diâmetro da região do tubo contendo o ponto 1 {\displaystyle [m]}
{\displaystyle d} = Diâmetro do orifício {\displaystyle [m]}
Fazendo-se a substituição da equação (3) na (2), tem-se:
{\displaystyle v{\scriptstyle {\text{1}}}={\biggl (}{\frac {2(P{\scriptstyle {\text{1}}}-P{\scriptstyle {\text{2}}})}{\rho [1-({\frac {d}{D}})^{4}]}}{\biggr )}^{1/2}}                                                                                                                                                         (4)
Contudo, tal equacionamento só é válido para o cenário ideal onde a perda de carga pelo atrito é nula. Para o contexto real, sabe-se que a obstrução da passagem(diminuição repentina da passagem do fluido a partir de uma diminuição do diâmetro do tubo), acarreta em perda de energia decorrente desse atrito causado entre o fluido e as paredes do tubo. Portanto, para uma medida real, adiciona-se um parâmetro, {\displaystyle C{\scriptstyle {\text{d}}}}, à equação a fim de se considerar esse efeito.
{\displaystyle v{\scriptstyle {\text{1}}}=A{\scriptstyle {\text{2}}}C{\scriptstyle {\text{d}}}{\biggl (}{\frac {2(P{\scriptstyle {\text{1}}}-P{\scriptstyle {\text{2}}})}{\rho [1-({\frac {d}{D}})^{4}]}}{\biggr )}^{1/2}}                                                                                                                                               (5)
Tal parâmetro é determinado experimentalmente e possui relação direta com o número de Reynolds e a razão de diâmetros entre o orifício e a tubulação.
{\displaystyle C{\scriptstyle {\text{d}}}=f(Re,{\frac {d}{D}})}                                                                                                                                                                        (6)
Para se estimar esse parâmetro de atrito, pode-se utilizar a seguinte equação (6) (Miller, 1997)
{\displaystyle C{\scriptstyle {\text{d}}}=0,5959+0,0312({\frac {d}{D}})^{2,1}-0,184({\frac {d}{D}})^{8}+{\frac {91,71(d/D)^{2,5}}{Re^{0,5}}}}